# La Herrería (Albacete)
La Herrería es una pedanía española perteneciente al municipio de Alcadozo, en la provincia de Albacete, dentro de la comunidad autónoma de Castilla-La Mancha. Está ubicada en la Sierra de Alcaraz. 

## Demografía
En 2017 tenía 28 habitantes según los datos oficiales del INE.

## Situación
Está situada a 5 km de Alcadozo y a 50 km de Albacete.

## Monumentos
Cuenta con una pequeña ermita, antigua escuela que data del siglo XIX. De la que la patrona es la virgen corazón de María.
La ermita alberga un majestuoso retablo que fue inaugurado y bendecido el 26 de agosto de 2017.

## Fiestas
Sus fiestas en honor a su patrona "Corazón de María" Se celebran el último fin de semana de agosto.
El 13 de diciembre se celebra una hoguera en honor a Santa Lucía.

## Turismo
En la famosa Plaza de España de Sevilla aparece localizada, en el mapa de la provincia de Albacete, que está situado en el ala izquierda de ésta.
Es común que los jóvenes pasen el fin de semana, disfrutando de esta aldea tan entrañable.

## Otros datos
Cuenta con una iglesia y una plaza en el centro, donde se disfruta de la brisa de la sierra y de un tiempo de debates entrañables.
Como punto de referencia y de visita obligada está La Carrasca, o más conocida por sus habitantes como La Carrasca de Chisco, donde los jóvenes acuden a tomar el fresco y a estar a cubierto del sol mientras se hacen fotografías.
- Datos: Q5963767